# Norr-Hede
Norr-Hede is een plaats in de Zweedse gemeente Härjedalen in het landschap Härjedalen en de provincie Jämtlands län. De plaats heeft 293 inwoners (2005) en een oppervlakte van 80 hectare. De plaats ligt aan de rivier de Ljusnan en aan de Lunen, een zijrivier van de Ljusnan. Aan de overzijde van de Ljusnan tegenover de plaats ligt de plaats Hede. Norr-Hede kan ook worden gezien als het noordelijke deel van deze plaats.